# Progerina
La progerina (UniProt# P02545-6) és una versió truncada de la proteïna lamina A implicada en la patologia de la síndrome de progèria de Hutchinson-Gilford. La progerina es pot generar per un polimorfisme esporàdic de nucleòtids d'un sol punt c.1824 C>T (GGC -> GGT, p. Gly608Gly) en el gen que codifica la lamina A madura. Aquesta mutació activa un lloc d'empalmament críptic que indueix una mutació en la lamina A prematura amb la supressió d'un grup de 50 aminoàcids prop de l'extrem C-terminal. L'endopeptidasa ZMPSTE24 no pot escindir entre la seqüència d'aminoàcids RSY - LLG que falta (com es veu a la figura) durant la maduració de la lamina A, a causa de la supressió dels 50 aminoàcids que incloïen aquesta seqüència. Això deixa la lamina A prematura intacta unida al grup carboxil farnesil metilat creant la proteïna defectuosa Progerina, en lloc de la proteïna madurada desitjada Lamin A. Aproximadament el 90% de tots els casos de síndrome de progèria de Hutchinson-Gilford són heterozigots per a aquest polimorfisme deleteri d'un sol nucleòtid dins de l'exó 11 del gen LMNA causant les modificacions post-traduccions per produir progerina.

## Làmina nuclear

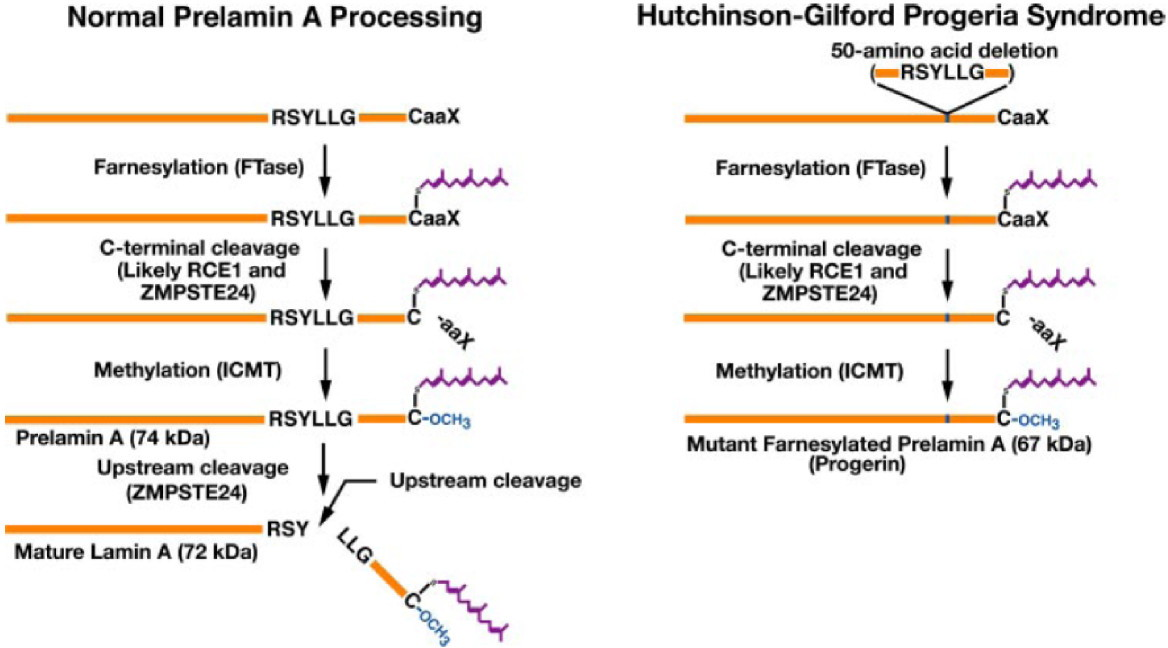
Processament normal (imatge esquerra) de la prelamina A i el gen defectuós Progerin (imatge dreta) sense el processament de la seqüència 50 AA.

La lamina A constitueix un component estructural important de la làmina nuclear, una bastida de proteïnes que es troba dins de la membrana nuclear d'una cèl·lula; La progerina no s'integra correctament a la làmina, la qual cosa altera l'estructura i provoca una desfiguració important del nucli, caracteritzat per una forma globular. La progerina activa gens que regulen la diferenciació de cèl·lules mare mitjançant la via de senyalització de Notch. La progerina augmenta la freqüència de trencaments de doble cadena no reparats en l'ADN després de l'exposició a radiacions ionitzants. A més, la sobreexpressió de progerina es correlaciona amb un augment de la unió d'extrems no homòlegs en relació amb la recombinació homòloga entre aquells trencaments de doble cadena d'ADN que es reparen. A més, augmenta la fracció d'esdeveniments de recombinació homòloga que es produeixen per conversió gènica. Aquestes troballes suggereixen que la làmina nuclear normal no truncada té un paper important en la reparació adequada de les ruptures de doble cadena de l'ADN.

## Mutació puntual
c.1824 C>T (GGC→ GGT, p.Gly608Gly) és el polimorfisme de nucleòtids d'un sol punt que es produeix en la majoria de pacients amb progèria. La mutació es produeix a la regió G608 a l'exó 11 provocant la mutació esporàdica que resulta en l'aminoàcid glicina GGC a una versió alternativa de glicina GGT coneguda com Gly608Gly. Aquest polimorfisme d'un nucleòtid C→T codifica l'exó 11 per eliminar els 50 grups d'aminoàcids essencials en la maduració de la lamina A. Aquesta supressió és llavors la que fa que la mutació de la lamina A prematura es converteixi en la proteïna defectuosa progerina.

## Envelliment prematur
El gen defectuós de la progerina HGPS té efectes sobre l'envelliment accelerat a causa de l'estrès conformacional que la progerina té a la membrana cel·lular. La lamina A madurada és una proteïna que manté l'estabilitat estructural de la cèl·lula juntament amb altres funcions. La inserció de la proteïna progerina en lloc de la Lamina A madurada de funcionament normal provoca danys a l'ADN al llarg de la membrana cel·lular causant estrès que activa la proteïna p53 que resulta en una senescència cel·lular prematura que provoca els efectes d'envelliment ràpid que veieu a HGPS.

## Lonafarnib
Els investigadors estan explorant el lonafarnib (un inhibidor de la farnesiltransferasa) com a possible teràpia farmacològica contra els efectes negatius de la Progerina sobre la morfologia nuclear en HGPS. lonafarnib, fins ara és l'únic tractament aprovat per la FDA per a HGPS.

### Altres informacions
Recentment, s'ha demostrat que la rapamicina prevé els agregats de progerina a les cèl·lules i, per tant, retarda l'envelliment prematur. La progerina, que s'ha relacionat amb l'envelliment normal, es produeix en individus sans mitjançant "l'ús esporàdic del lloc d'empalmament críptic".